# Guerra do Sahel
A Guerra do Sahel, também chamada de conflito armado no Sahel, insurreição islamista no Sahel ou insurreição jihadista no Sahel é um conflito armado entre os países da região do Sahel (em particular: Mali, Níger, Mauritânia, Burquina Fasso e Chade) e os grupos jihadistas salafistas ligados principalmente à al-Qaeda.
Este conflito é uma consequência indireta da Guerra Civil Argelina quando, em busca bases de retaguarda, os rebeldes islamistas argelinos decidiram se estabelecer no deserto a partir do início dos anos 2000. Progressivamente, passariam a realizar ações de guerrilha, terrorismo e tomada de reféns na região; sobretudo, passariam de modo gradual a criar laços com as populações locais e disseminar o islamismo radical que acabará por levar ao recrutamento dos autóctones, ou mesmo ao surgimento de novos movimentos muito ancorados localmente, como o Ansar Dine, MUJAO ou até mesmo Katiba Macina.
A França intervém militarmente em apoio aos Estados da região: primeiro no Mali em 2013 com a Operação Serval, depois em todo o Sahel em 2015 com a Operação Barkhane.

## Desenvolvimento

### Início do estabelecimento jihadista no Sahel
A partir de meados da década de 1990, durante a guerra civil da Argélia, rebeldes islamistas argelinos estabeleceram contatos com traficantes no norte do Mali e Níger, a fim de se beneficiar do apoio logístico em combustível, alimentos e peças de reposição. Porém os jihadistas realmente se estabeleceram no Sahel a partir de 2003. Mokhtar Belmokhtar, líder do Grupo Salafista para a Pregação e o Combate (GSPC) no sul da Argélia estava com problemas contra as tropas do Exército Nacional Popular da Argélia. Em dezembro de 2002, após uma emboscada perto de In Salah, onde vários de seus homens foram mortos, Belmokhtar decidiu atravessar a fronteira e se refugiar no Mali. Ele conquistou Lerneb, perto da fronteira da Mauritânia e forjou uma aliança com a tribo árabe dos brabiches, casando-se com uma filha da influente família Hamaha da chefia de Oulad Idriss. Belmokhtar enriquece seus sogros e agora dispõe de uma base local, beneficia-se da proteção da tribo e encontra maneiras de lavar seu dinheiro. Posteriormente, outros jihadistas seguiram seu exemplo, principalmente Nabil Abou Alqama. O governo do Mali, que não quer atrair a hostilidade dos jihadistas, não reage.

Mapa mostrando a área aproximada de operações do Grupo Salafista para a Pregação e o Combate (GSPC) durante os anos 2000 (rosa), os estados membros da Iniciativa Pan Sahel (azul escuro) e os membros da Iniciativa Trans-Saariana de Contraterrorismo (azul escuro e claro).

Em 2003, tem inicio a primeira tomada de reféns do Ocidente. Em fevereiro e março, 32 turistas, a maioria alemães e austríacos, foram sequestrados por Abderazak el Para, que para escapar do exército argelino escolheu se refugiar no Mali. Os reféns são divididos em vários grupos, alguns são entregues aos militares argelinos, outros são confiados a Mokhtar Belmokhtar. As negociações são empenhadas entre os sequestradores e dois notáveis enviados pelo governo do Mali; Iyad Ag Ghali e Baba Ould Cheikh. No final das discussões, os reféns são libertados em 18 de agosto em troca de um resgate de cinco milhões de euros, o que enriquece consideravelmente os jihadistas e os permitirá prosseguir com esse tipo de ação.
Por sua vez, Abderazak el Para vai para o Chade, porém acossado pelo Exército Nacional do Chade, auxiliado pela inteligência estadunidense, foge para o norte e é capturado em 16 de março de 2004 pelos rebeldes tubus do Movimento para a Democracia e a Justiça no Chade (MDJT). Em 2004, foi entregue aos líbios, que por sua vez, o remetem aos argelinos.

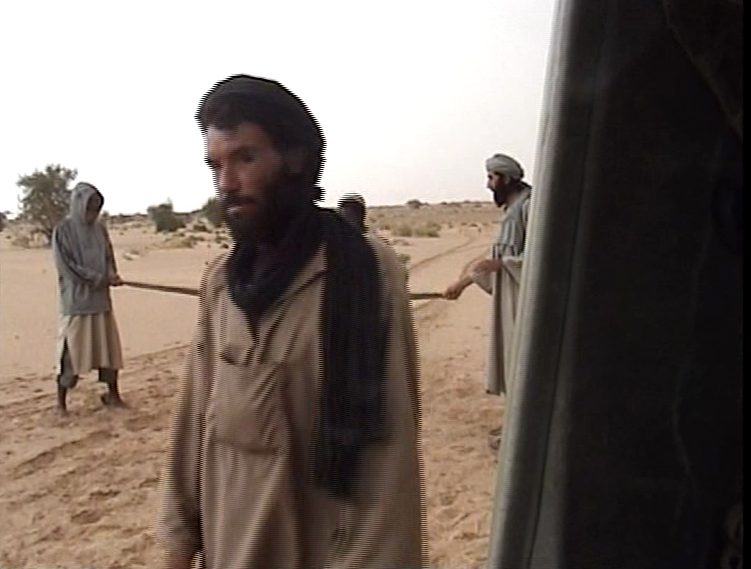
Mokhtar Belmokhtar, local e data desconhecidos, extraído de um vídeo descoberto em 2010.

Em 4 de junho de 2005, em retaliação por uma série de prisões de islamistas mauritanos e pela participação anunciada do exército mauritano em manobras militares coordenadas com o exército estadunidense no Saara, Mokhtar Belmokhtar atacou o quartel militar de Lemgheity, na Mauritânia: 17 soldados mauritanos são mortos e 35 capturados e depois libertados. O combate de Lemgheity obteve algum impacto sobre os jihadistas. Em nome da al-Qaeda, Abu Musab al-Zarqawi, líder da al-Qaeda no Iraque, parabeniza em particular os "mujahideen magrebinos" por sua vitória. Mas, acima de tudo, permite que o GSPC restaure sua aproximação com a al-Qaeda. A lealdade é aceita por Osama bin Laden e, em 24 de janeiro de 2007, o GSPC se torna oficialmente a al-Qaeda no Magrebe Islâmico (AQMI).
No verão de 2007, contudo, Abdelmalek Droukdel, chefe do GSPC e depois da AQMI, considerando Belmokhtar muito independente, o removeu do posto de "Emir do Saara" e chefe da "região IX", o qual entregou a Yahia Djouadi, conhecido como Abu Amar. Droukdel divide a área do Saara em duas: a primeira, compreendendo o sudoeste da Argélia e o norte do Mali e Mauritânia, vai para Belmokhtar; enquanto a segunda, compreendendo o nordeste do Mali, norte do Níger e oeste do Chade, vai para Abou Zeïd Belmokhtar se opõe à decisão do comando da AQMI de estabelecer uma nova katiba no sul e rapidamente uma forte rivalidade o opõe a Abu Zeid. Os desacordos entre ambos dizem respeito, em particular, à estratégia de financiamento ou aos métodos operacionais.

### Mauritânia

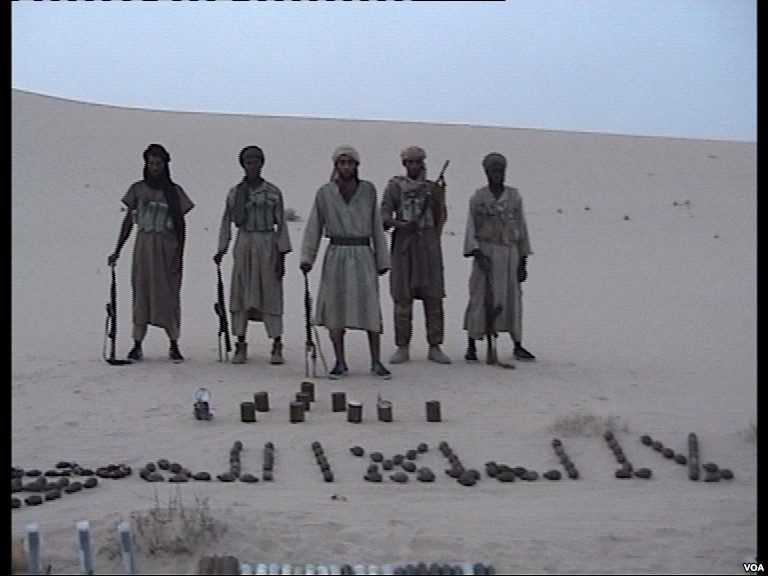
Jihadistas da AQMI na Mauritânia, em 2011

Em 24 de dezembro de 2007, três homens do katiba de Belmokhtar, o katiba al-Moulathimin (Les Enturbannés), atacam um grupo de cinco turistas franceses e matam quatro deles perto de Aleg, na Mauritânia. Este massacre resulta no cancelamento do Rali Dakar de 2008.
Após o ataque de Lemgheity em 2005, outros confrontos ocorreram entre grupos jihadistas e forças mauritanas. Durante a noite de 14 a 15 de setembro de 2008, uma patrulha do exército foi emboscada em Tourine, perto de Zouérat: doze cadáveres foram encontrados decapitados uma semana depois.
Entre 2005 e 2008, a Mauritânia passou por dois golpes de Estado e mostrou pouca atividade contra os jihadistas. A chegada ao poder do general Mohamed Ould Abdel Aziz muda a situação, este último assume o exército e a inteligência com a ajuda da França e dos Estados Unidos, e então continua a ofensiva contra a AQMI. Em 2008, grande parte do deserto mauritano - 800 quilômetros de comprimento e 200 quilômetros de largura - foi declarado zona militar interdita, nenhum civil tinha o direito de adentrar. O país também forma o grupo especial de intervenção (groupement spécial d'intervention, GSI), unidades móveis responsáveis por patrulhar o deserto.
Em 2010, segundo documentos estadunidenses recebidos pela agência Reuters, a Mauritânia tentou vincular um pacto de não agressão com a AQMI. Esses documentos foram apreendidos pelas forças especiais estadunidenses durante a incursão ao esconderijo de bin Laden. Em troca, a al-Qaeda exigiu o fim dos ataques do exército mauritano a seus homens, a libertação de prisioneiros e o pagamento de 10 a 20 milhões de euros por ano para evitar o sequestro de turistas.

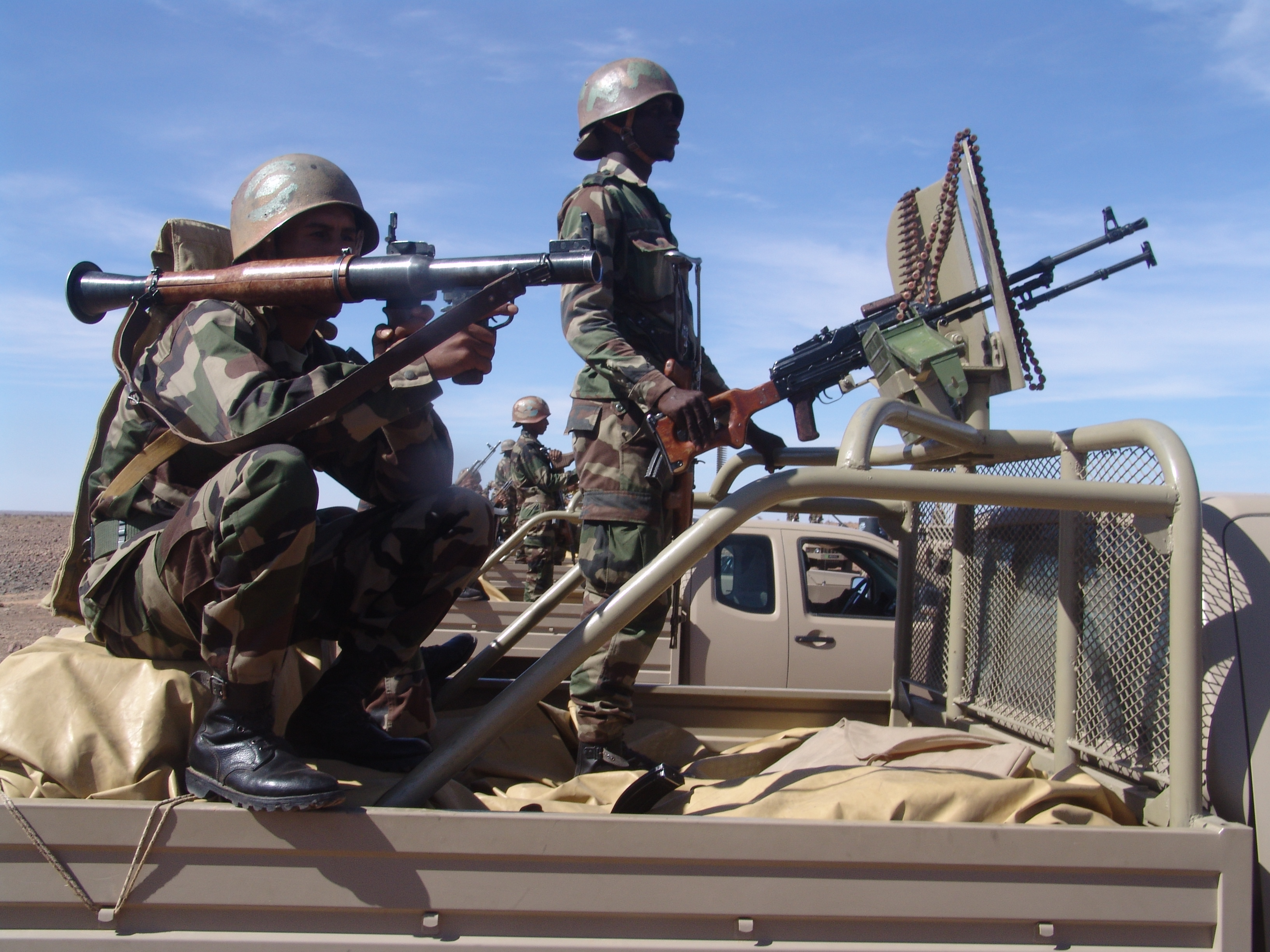
Soldados do exército mauritano em 2011

Contudo em 2010 e em 2011, o exército mauritano realizou vários raides contra a AQMI no Mali. Em 22 de julho, na região de Timbuktu, o exército mauritano atacou um campo da AQMI com forças especiais francesas para libertar um refém, Michel Germaneau. Seis jihadistas são mortos durante a operação, mas o refém francês não foi encontrado no local. De 17 a 19 de setembro, um novo raide foi realizado no Mali, em Areich Hind. Em 24 de junho de 2011, o exército mauritano e o exército maliano atacaram a floresta de Wagadou, perto de Nara. Em 5 de julho de 2011, as tropas mauritanas e a AQMI confrontam-se em Bassikounou. Segundo fontes mauritanas, cerca de cinquenta jihadistas foram mortos nesses combates contra dez mortos do lado do exército, a AQMI por sua vez reconhece apenas cinco mortos ou desaparecidos entre seus combatentes e afirma ter matado pelo menos quarenta soldados mauritanos.

### Mali

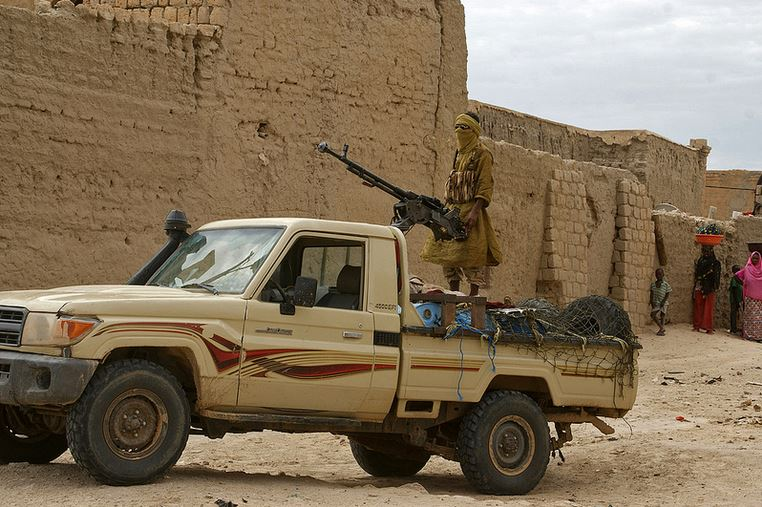
Uma pick-up do Ansar Dine em Timbuktu, em agosto de 2012.

No Mali, jihadistas são implantados no norte do país, em áreas povoadas pelos tuaregues. Em 27 de setembro de 2006, um conflito opõe os rebeldes tuaregues do Aliança Democrática de 23 de Maio para a Mudança (ADC) e o Grupo Salafista para a Pregação e o Combate (GSPC). Em fevereiro de 2007, houve um intenso conflito entre a AQMI e os homens de Ibrahim Ag Bahanga em Tin Zaouatine, mas subsequentemente, as duas forças passaram a coexistir e evitaram se confrontar. Em 2005, uma pequena célula de dois ou três homens do Grupo de Combate Islâmico Líbio também foi desmantelada em Bamako com a assistência da DGSE.
Até o início dos anos 2010, o Mali mostrou passividade contra os jihadistas, o que seria fortemente criticado pela Mauritânia, França e Argélia. No entanto, em 8 de junho de 2009, o presidente do Mali, Amadou Toumani Touré, prometeu represálias após a execução de um refém britânico; Edwin Dyer. Em resposta, na noite de 10 a 11 de junho de 2009, a AQMI assassinou no tenente-coronel Lamana Ould Bou de Timbuktu, um agente dos serviços de inteligência do Mali. Foi a primeira vez que os jihadistas mataram um militar maliano. O exército maliano decide retaliar e atacar em 16 de junho um esconderijo da AQMI em Garn-Akassa, em Timetrine: cerca de vinte jihadistas são mortos. A AQMI responde em 4 de julho derrotando uma patrulha do exército maliano perto de Araouane, onde reivindica a morte de 28 soldados malianos.
Em janeiro de 2012, a Guerra do Mali estourou. Uma nova insurgência é conduzida desta vez pelos rebeldes tuaregues independentistas do Movimento Nacional de Libertação de Azauade (MNLA), insurgentes árabes da Frente de Libertação Nacional de Azauade (FLNA), mas também por grupos salafistas jihadistas: Ansar Dine, al-Qaeda no Magrebe Islâmico (AQMI) e o Movimento pela Unidade e Jihad na África Ocidental (MUJAO). Em 17 de janeiro, Ménaka foi a primeira cidade atacada. No dia 24, Aguel'hoc foi conquistada e sua guarnição massacrada. Tessalit foi tomada em 18 de janeiro e o acampamento militar de Amachach, cercado, finalmente caiu em 11 de março, após longos combates. Os rebeldes podem então atacar Kidal e conseguem captura-la de 30 de março. O exército maliano derrotado abandona Timbuktu e Gao, que foram capturados sem combates em 31 de março e 1 de abril. O governo do Mali perde o controle de todo o território do norte.
Depois de confrontar o exército do Mali, os rebeldes islamistas e os separatistas não tardam a se desassociar. Os combates eclodiram em junho, e favoreceram o MUJAO e a AQMI, que expulsaram o MNLA de Gao em 27 de junho. Os jihadistas repelem uma ofensiva em Ansongo em 17 de novembro e depois tomam Ménaka em 19 de novembro.
No final de 2012, os jihadistas ocuparam a maior parte do norte do Mali, no qual anteriormente compartilhavam o controle. Ansar Dine controla os arredores de Kidal e a região de Timbuktu até Léré, o MUJAO controla os arredores de Gao, enquanto a AQMI domina principalmente no extremo norte da região de Kidal. Quanto ao MNLA, possui apenas localidades menores, principalmente no nordeste e perto das fronteiras.

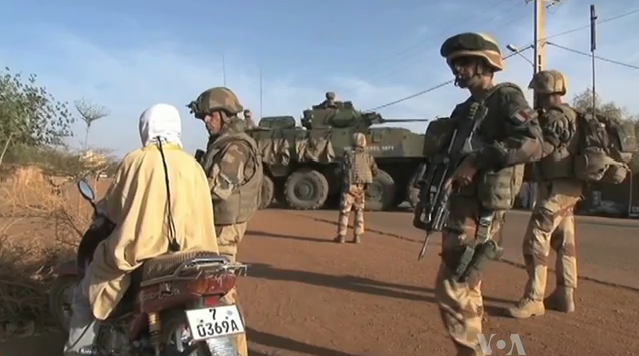
Soldados franceses em patrulha em Gao em março de 2013

Em janeiro de 2013, os jihadistas lançaram uma ofensiva no sul do Mali, mas imediatamente provocaram uma intervenção militar da França, seguida por vários países africanos. Repelidos na batalha de Konna e na batalha de Diabaly, os jihadistas recuaram para o norte. Os franceses e os malianos retomam Gao em 26 de janeiro e depois Timbuktu no dia 28. Por sua vez, o MNLA tira proveito da partida dos jihadistas para se estabelecerem nas localidades abandonadas. Em 28 de janeiro, assumem o controle de várias cidades, incluindo Kidal e Tessalit.
Os jihadistas então se retiram para seu principal reduto no Mali; Adrar Tigharghar, onde são atacados por quase 3 000 soldados franceses e chadianos a partir de 18 de fevereiro. O vale de Ametettai é capturado em 3 de março, após ferozes combates. Os outros vales de Tigharghar caem nos dias seguintes. Após sua derrota na Batalha de Tigharghâr, a AQMI perde o seu principal reduto no Mali, o grupo dispersa suas tropas e procura evitar confrontos.
Os combates no Mali deixaram entre 600 e 700 mortos nas fileiras dos jihadistas nos primeiros seis meses de 2013; incluindo vários líderes, incluindo Abou Zeïd e Mohamed Lemine Ould El-Hassen.
A Operação Serval foi um sucesso militar para as forças francesas, porém os jihadistas não desistiram: regressaram à clandestinidade e retornaram à guerra de guerrilha e ao terrorismo. A partir de 2015, suas áreas de ação começam a se estender até o centro e depois para o sul do Mali.
Os movimentos são reorganizados. Em dezembro de 2012, Mokhtar Belmokhtar anunciou que se separou da AQMI e formou um novo grupo: os Signatários pelo Sangue. Em 22 de agosto de 2013, em um comunicado de imprensa assinado por Ahmed al-Tilemsi e Mokhtar Belmokhtar, o MUJAO e os Signatários pelo Sangue anunciaram sua fusão em um único movimento que recebeu o nome de Al-Mourabitoune. Em 13 de maio de 2015, uma facção da Al-Mourabitoune liderada por Adnane Abou Walid Al-Sahraoui jurou lealdade ao Estado Islâmico. Em 4 de dezembro de 2015, a outra filial da Al-Mourabitoune, liderada por Belmokhtar, foi reintegrada à AQMI. Em 1 de março de 2017, Ansar Dine, a AQMI no Saara, a katiba Al-Mourabitoune e a Katiba Macina anunciam sua união em uma única estrutura: o Grupo de Apoio ao Islã e aos Muçulmanos, sob a liderança de Iyad Ag Ghali.
Em maio de 2017, Serge Michailof, pesquisador associado do Instituto de Relações Internacionais e Estratégicas (IRIS), declarou: “Estamos presenciando uma deterioração geral dos Estados e da segurança no Sahel. Demografia excessiva, agricultura avariada, falta de trabalho para os jovens, a ascensão do salafismo nas áreas rurais e o desenvolvimento de máfias ligadas ao narcotráfico, mostram uma imagem extremamente sombria do futuro da região".

### Niger

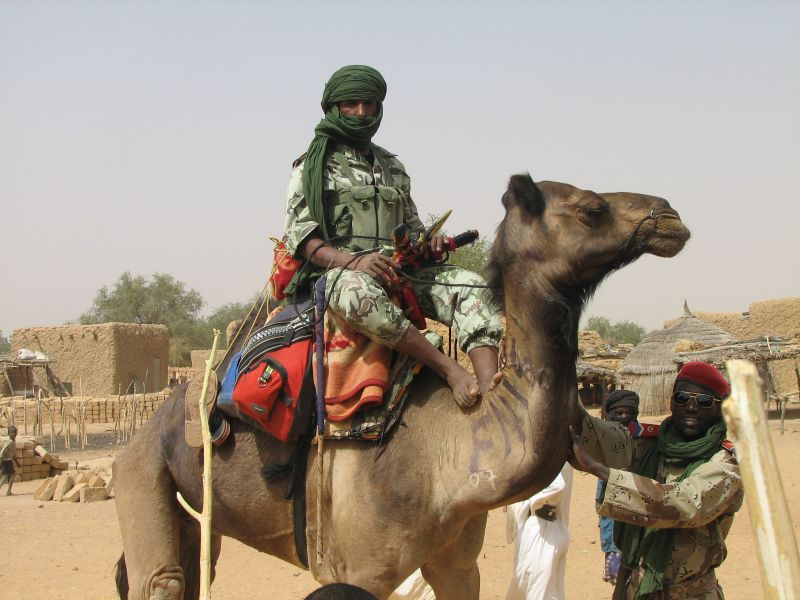
Méhariste (cameleiro) tuaregue da Guarda Nacional nigerina na vila de Inatès, perto da fronteira com o Mali e Burquina Fasso, 14 de janeiro de 2007.

Encravado entre o Mali a oeste, a Líbia a nordeste e a Nigéria a sudeste, o Níger se vê pressionado em três frentes no início da década de 2010. Quando o país emerge de uma rebelião tuaregue, confrontos começam a ocorrer entre os jihadistas e as forças de segurança. Entre 30 de dezembro de 2009 e 1 de janeiro de 2010, pelo menos sete soldados e dois ou três jihadistas foram mortos em confrontos na área de Tlemss. Em seguida, em 8 de março de 2010, pelo menos cinco soldados e três jihadistas foram mortos em um ataque a Tilwa. A AQMI reivindica o assalto, alegando ter matado 25 soldados e adverte o governo nigerino:

Embora nossa ofensiva vise a aliança dos cruzados e seus interesses na região e não desejemos despertar hostilidade do exército do Níger, não podemos ficar de braços cruzados diante dos ataques perpetrados contra os mujahideen sob o pretexto da "guerra contra o terrorismo".
Em 12 de junho de 2011, um soldado e um jihadista foram mortos em um confronto em Ouraren, perto de Arlit. Em 15 de setembro de 2011, em Adrar Bouss, ao norte das Montanhas de Aïr, um soldado e três homens da AQMI são mortos em novos confrontos.
Em janeiro de 2013, o Níger participa da intervenção militar no Mali no âmbito do MISMA. Em represália, em 23 de maio de 2013, ataques coordenados são realizados por homens-bomba do MUJAO e dos Signatários pelo Sangue contra o campo militar de Agadèz e a mina de urânio de Arlit: dez jihadistas explodiram-se ou foram abatidos enquanto que 24 soldados são mortos. Em 1 de junho de 2013, os detentos do Boko Haram se amotinam na prisão de Niamey e matando dois guardas e em seguida 22 prisioneiros - incluindo terroristas segundo o governo nigerino - conseguem escapar.
Na noite de 9 e 10 de outubro de 2014, um comboio do Al-Mourabitoune transportando armas da Líbia para o Mali é interceptado pelos franceses perto de Tchibarakaten: três toneladas de armas são destruídas, treze jihadistas mortos e dois outros são presos. Em 30 de outubro de 2014, os jihadistas atacam a cidade de Mangaïzé, matam nove membros das forças de segurança e capturam brevemente a prisão de Ouallam, onde libertam 58 dos detidos. Em 19 de novembro de 2014, os jihadistas atacaram Bani Bangou: um soldado nigerino é morto e dois feridos, enquanto os atacantes recuam para o Mali, levando seus mortos e feridos.
Desde 2016, os raides lançados a partir do Mali se intensificam nas regiões de Tillabéri e Tahoua, no oeste do Níger: ao menos 43 soldados nigerinos são mortos pelos jihadistas nesta zona entre outubro de 2016 e fevereiro de 2017. Durante a noite de 16 a 17 de março de 2016, combatentes islamistas matam três gendarmes em um ataque em Dolbel, perto da fronteira entre Burquina Fasso e Mali. Em 28 de abril de 2016, um gendarme foi morto e dois outros feridos por jihadistas em Egarek. Durante a noite de 10 a 11 de setembro de 2016, dois civis foram mortos e quatro ficaram feridos em um tiroteio em Tabarey Barey. Em 6 de outubro de 2016, 22 gendarmes, guardas nacionais e soldados foram mortos em um ataque surpresa. Em 8 de novembro de 2016, cinco soldados nigerinos foram mortos em um ataque em Bani Bangou. Em 22 de fevereiro de 2017, o ataque a uma patrulha em Tilwa, reivindicado pelo Estado Islâmico, deixou dezesseis mortos e dezoito feridos nas fileiras do exército. Em 6 de março de 2017, cinco gendarmes foram mortos no ataque a um posto entre Wanzarbé e Yatakala. Na noite de 27 de maio de 2017, dois policiais e um civil foram mortos em um ataque aos posto fronteiriço em Pétèl-Kolé Em 31 de maio de 2017, um novo ataque em Abala custou a vida de seis gendarmes e guardas nacionais.
Em 5 de julho de 2017, o primeiro ataque reivindicado pelo Grupo de Apoio ao Islã e aos Muçulmanos ocorreu no Níger: pelo menos cinco soldados foram mortos no vale de Milal, perto da fronteira com o Mali. Em 23 de setembro, dois policiais, um gendarme e um civil foram mortos em um ataque de quatro jihadistas contra um posto em Al-Gazna, próximo de Assamakka.
Em 4 de outubro de 2017, um novo ataque foi realizado pelos jihadistas perto da fronteira com o Mali, em Tongo Tongo; soldados nigerinos partiram em perseguição dos atacantes, apoiados por membros das Forças Especiais do Exército dos Estados Unidos, mas foram emboscados: cinco soldados nigerinos e três soldados estadunidenses foram mortos. Então, em 21 de outubro, os jihadistas realizam um raide a localidade de Ayorou, onde mataram treze gendarmes. Na noite de 12 de março de 2018, um posto da gendarmerie foi atacado na vila de Goubé, 40 quilômetros ao norte de Niamey, e três gendarmes foram mortos. Em 17 de dezembro, quatro jihadistas, um soldado e um civil foram mortos em uma operação do exército na região de Torodi, próximo da fronteira com Burquina Fasso. Em 27 e 28 de dezembro, quinze jihadistas são mortos perto de Tongo-Tongo durante uma operação franco-nigerina.
Em 14 de maio de 2019, após um ataque no dia anterior contra a prisão de Koutoukalé, os jihadistas do Estado Islâmico no Grande Saara fizeram uma emboscada perto de Baley Beri, não muito longe de Tongo Tongo, que matou 27 soldados nigerinos. Em seguida, na noite de 18 a 19 de junho, um ataque as portas da capital Niamey causou a morte de dois policiais e feriu outros quatro. Em 6 de outubro, dois soldados nigerinos foram mortos e cinco outros ficaram feridos em um confronto perto de Dogon Kiria, no departamento de Dogondoutchi, uma região até então preservada pelos ataques. Em 10 de dezembro, um ataque particularmente importante do Estado Islâmico contra Inates matou 71 soldados nigerinos. Em 25 de dezembro, catorze soldados foram mortos em uma emboscada em Sanam. Em 9 de janeiro de 2020, 89 soldados foram mortos no ataque à base de Chinégodar, o maior número de mortos do exército nigerino no conflito contra os jihadistas.
Entre 1 e 20 de fevereiro, o exército nigerino conduziu uma operação na região de Tillabéri com o apoio das forças francesas e reivindicou a "neutralização" de 120 terroristas, contra nenhuma perda do lado militar.

### Burquina Fasso
Na sequência da Guerra Civil Líbia de 2011, os ataques de militantes jihadistas no Sahel aumentaram devido a um grande influxo de armas e combatentes na região. O vizinho Mali enfrentou um conflito em Azauade que ameaçou dividir o país.
Burquina Fasso também enfrentou uma revolta em 2014, levando à queda do presidente Blaise Compaoré no final daquele ano. Burquina Fasso é membro da Parceria Trans-Saariana de Contraterrorismo e o seu comprometimento em manter tropas de manutenção da paz no Mali e no Sudão tornou-o um alvo para extremistas na região. Até 2015, Burquina Fasso permaneceu livre de violência, apesar dos eventos violentos ocorridos nos países vizinhos ao norte: no Mali e no Níger. Desde então, grupos jihadistas ligados à al-Qaeda e ao Estado Islâmico começaram sua infiltração no país a partir das fronteiras do norte, seguidas pelas fronteiras do leste. A infiltração também trouxe perigo para as fronteiras ao sul e oeste. Desde 2015, Burquina Fasso tem enfrentado ataques transfronteiriços e raides esporádicos em seu território, como resultado da instabilidade e dos distúrbios nos países vizinhos.
Vários ataques importantes ocorreram na capital Uagadugu: em 2016, ataques a um hotel e restaurante mataram trinta pessoas, incluindo estrangeiros; e em 2017, ataques semelhantes mataram dezenove pessoas, incluindo estrangeiros. Ambos os ataques foram realizados pela al-Qaeda no Magrebe Islâmico. Em 2 de março de 2018, pelo menos oito militantes fortemente armados lançaram uma investida em locais estratégicos de Uagadugu. Os alvos incluíam a embaixada francesa e o quartel-general das forças armadas de Burquina Fasso. Dezesseis pessoas, incluindo os oito atacantes, morreram no incidente que deixou 85 feridos.
No ano de 2019, as tensões étnicas e religiosas começaram devido à insurgência jihadista em Burquina Fasso. O efeito foi mais proeminente nas áreas do norte do país, na fronteira com Mali. A AFP relatou que os insurgentes combinaram táticas de ataque e retirada de guerra de guerrilha com minas terrestres à beira da estrada e ataques suicidas. Usando essas táticas, os insurgentes mataram cerca de 600 pessoas. No entanto, o número de vítimas é estimado em mais de 1 000 pelos grupos da sociedade civil. A AFP informou que a violência deslocou cerca de 300 000 pessoas e cerca de 3 000 escolas foram fechadas. A economia do país é predominantemente rural e os efeitos da violência no setor econômico estão cada vez maiores. A violência tem causado perturbações no comércio e nos mercados. De acordo com a agência da ONU para os Refugiados, nos últimos três meses antes de outubro, mais de um quarto de milhão de pessoas foram forçadas a fugir de suas casas em Burquina Fasso.

### Sul da Argélia
Entre 2010 e 2013, ocorreram vários confrontos no sul da Argélia, perto da fronteira com o Mali. Assim, em 30 de junho de 2010, onze gendarmes foram mortos em uma emboscada montada pela AQMI em Tin Zaouatine; um funcionário aduaneiro também foi capturado e depois executado. Em 3 de março de 2012, o MUJAO cometeu um ataque contra uma gendarmeria em Tamanrasset: o ataque deixou 24 feridos, incluindo 14 civis. Em 28 de abril de 2012, vinte homens do MUJAO foram mortos e quatro foram presos pelas forças especiais da Argélia perto de Tin Zaouatine. Em 14 de junho de 2013, cinco homens do MUJAO foram mortos perto de Timiaouine. Posteriormente, na noite de 6 a 7 de julho de 2013, sete jihadistas são mortos em um novo confronto em Tin Zaouatine, enquanto tentavam atravessar a fronteira.
Mais ao norte, em 16 de janeiro de 2013, cerca de quarenta homens oriundos do Mali, pertencentes aos Signatários pelo Sangue — um grupo de Mokhtar Belmokhtar fundado em dezembro de 2012 — comandado por Mohamed el-Amine Benchenab e Abderrahman el-Nigiri, lideram um ataque a refinaria de In Amenas: apreendem como reféns cerca de 600 argelinos - rapidamente libertados - e cem ocidentais e estrangeiros nas instalações do sítio de exploração de gás de In Amenas, na Argélia. Em 19 de janeiro, o exército argelino lança um ataque, que terminou com a morte de pelo menos 32 jihadistas e 38 reféns.

### Alastramento da insurreição nigeriana
Tendo cooperado e treinado ao lado da AQMI no Sahel desde 2006, o grupo islamista nigeriano Boko Haram começou a se expandir para o Chade e o Níger em 2014, depois de conquistar com sucesso territórios durante uma insurreição na Nigéria. Ao controlar uma área significativa ao redor do Lago Chade, uma coalizão de países da África Ocidental lançou uma ofensiva contra o grupo em janeiro de 2015. O grupo acabou retirando-se da aliança com a al-Qaeda, prometendo lealdade ao Estado Islâmico em março de 2015. Até o final de 2015, o Boko Haram havia sido forçado a recuar para a Floresta de Sambisa na Nigéria, embora os ataques tenham continuado, inclusive no Níger.

### Operação Barkhane

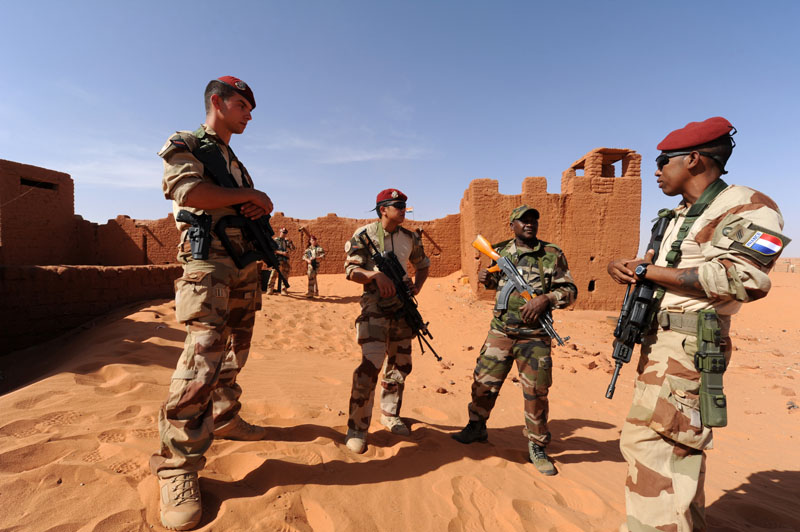
Soldados franceses e nigerinos no forte de Madama em 12 de novembro de 2014

Em 1 de agosto de 2014, o exército francês lançou a Operação Barkhane, ativa nos territórios de cinco países: Mali, Níger, Burquina Fasso, Mauritânia e Chade. Inicialmente, comprometeu 3 000 soldados, 200 veículos de logística, 200 veículos blindados, 4 drones, 6 aeronaves de combate, dezenas de aviões de transporte e cerca de vinte helicópteros. De acordo com o pessoal do exército francês, mais de 200 "terroristas" são colocados fora de combate - mortos ou capturados - de julho de 2014 a julho de 2016.

### G5 do Sahel
O G5 do Sahel foi formado em dezembro de 2014 por cinco países: Mauritânia, Mali, Burquina Fasso, Níger e Chade. Em 20 de novembro de 2015, os chefes de Estado do G5 Sahel anunciaram em N'Djamena a formação de uma força militar antiterrorista conjunta. O projeto permaneceu como uma letra-morta por um longo tempo, mas foi reativado em 6 de fevereiro de 2017. Em 2 de julho de 2017, uma cúpula foi realizada em Bamako e marcou o lançamento oficial de uma força militar conjunta transfronteiriça — FC-G5S — composta por cinco batalhões de 750 homens, sendo um batalhão por país. Seu principal objetivo é a luta contra grupos jihadistas, mas também é responsável por intervir contra o narcotráfico, o tráfico de armas e de migrantes. Colocada sob o comando do general maliano Didier Dacko, esta força dispõe do direito de perseguição e busca através das fronteiras. A Liptako-Gourma, também conhecida como “área das três fronteiras”, na encruzilhada dos territórios do Mali, do Níger e do Burquina Fasso, é considerada como a zona prioritária. O presidente do Chade, Idriss Déby, no entanto, ameaça retirar suas tropas do Mali e da Nigéria, por considerar não ter recebido apoio financeiro suficiente. Apesar dos pedidos, a Argélia se recusa a se envolver na região.
Em 1 de novembro, o G5 Sahel lançou sua primeira operação militar - batizada de Hawbi - várias centenas de soldados do Mali, Burquina Fasso, Níger e da França realizam uma demonstração de força na região de N'Tillit.

### Envolvimento dos Estados Unidos
Em 2019, os Estados Unidos dispõe de 6 000 a 7 000 homens na África, principalmente no Sahel e na Somália. Washington gasta US$ 45 milhões anualmente em operações, incluindo inteligência e logística. Em dezembro de 2019, os Estados Unidos criticaram publicamente os governos dos países do Sahel perante a ONU, reprovando-os por sua falta de esforços para estabilizar a região, particularmente no Mali, onde a aplicação do Acordo de Argel registrou poucos progressos. Os Estados Unidos planejam então retirar suas forças do Sahel.